# 丽丽·旁斯
艾莱昂诺拉·「丽丽」·旁斯 （英語：Eleonora "Lele" Pons，1996年6月25日—），更为人所熟知的是她的另一个名字丽丽·旁斯（英語：Lele Pons），是一位网络红人，出生于委内瑞拉卡拉卡斯，最为出名的是她在社交网络Vine上上传的的6秒影片。直到2016年的6月13日，旁斯在Vine上的影片已经达到84亿观看次数因此她也是Vine上视频被循环播放次数最多的用户，并且拥有1110万粉丝。她也是Vine上拥有粉丝最多的女性。丽丽的许多视频都含有关于她自己、朋友、同学和家人的笑料。

## 早期生活
丽丽·旁斯是獨生女，出生在委内瑞拉，在5岁的时候搬到了美国。 自从移民美国，她就居住在佛罗里达迈阿密。旁斯从迈阿密乡村日高中毕业。2015年她从迈阿密搬去洛杉矶。在学校，她曾因为自己的口音和鼻子等等被欺负。她写了一本书关于自己的这段经历，名为《在高中生存》。这本书在2016年4月出版，是与纽约时报畅销书作者梅丽莎·德·拉·科鲁兹同写的。

## 社交媒体形象
旁斯在15岁收到了她的第一部手机，之后朋友向她推荐了Vine。她说：“我和朋友们开始玩，然后我开始变好。刚开始只想变得有创造力——连有趣的事都算不上。” 旁斯之后成为了这个应用最有名的用户之一，也是第一个视频循环次数超过10亿的用户。 到2015年9月1日，她的账户仍然以67亿次视频循环登顶。 另外，她的账户也在粉丝最多的五个人当中，直到2016年的3月14日共有1060万。 旁斯同时也是“Do It For The Vine”标语的开创者。
旁斯的Vine视频受到了良好的评价；在2014年她收到了青少年选择奖的“Choice Viner”提名。同时还有Streamy Awards和Shorty Awards的“年度Vine达人”的提名。 另外，Aol.com把她列入了“Vine上最佳10位拉丁明星。”丽丽在2016年会见了蜜雪兒·歐巴馬，与其他Vine上的红人一起，同行的还有 Jerome Jarre 和 Bach (KingBach)。丽丽在2016年电视剧《惊声尖叫》的前七分钟中扮演了角色。

## 作品
| 2016年作品               | 2016年作品                          | 2016年作品 |
| 作品名稱                 | 作品名稱                            | 發布日期   |
| 中文                     | 英文                                | 發布日期   |
| ------------------------ | ----------------------------------- | ---------- |
| 試著作為拉拉隊！         | Cheerleading Tryouts!               | 04/28      |
| 緊跟著飛天小女警         | Keeping Up With The Powerpuff Girls | 05/04      |
| 單身女士俱樂部           | The Single Ladies Club              | 05/11      |
| 治療情侶                 | Couples Therapy                     | 05/18      |
| 具有才能的人們           | People Got Talent                   | 05/25      |
| 飛天小女警被逮捕了       | The Powerpuff Girls Get Arrested    | 06/08      |
| 我的龐大西班牙裔美國家庭 | My Big Fat Hispanic Family          | 06/29      |
| 西班牙肥皂劇             | Spanish Soap Opera                  | 07/06      |
| 與飛天小女警約會         | The Powerpuff Girls Go On Dates     | 07/13      |
| 超級可怕睡眠夜           | Super Scary Sleepover               | 07/20      |
| 最佳浪漫奧斯卡獎         | The Oscar for Best Romance          | 07/27      |
| 糊塗的間諜們             | Dumb Spies                          | 08/03      |
| 在威尼斯渡蜜月           | Honeymoon In Venice                 | 08/10      |
| 玩具的故事               | Toy Tales                           | 08/17      |
| 凌亂的法院               | Courthouse Chaos                    | 08/25      |
| 女子童軍們               | Girl Scout Girls                    | 08/31      |
| 哈利波特—霍格沃茲中學    | Harry Potter - Hogwarts High School | 09/07      |
| 錯誤的生日驚喜派對       | Surprise Birthday Party Gone Wrong  | 09/14      |
| 作為一名目擊者的問題     | Problems Being A Witness            | 09/21      |
| 女孩 VS 男孩             | Girls VS Boys                       | 09/28      |
| 瘋狂的孩子們             | Insane Kids                         | 10/12      |
| 眾希臘神們               | Greek Gods                          | 10/19      |
| 與一個拉丁僵屍約會       | Dating A Latino Vampire             | 10/26      |
| 一只昆蟲的艱苦生活       | A Bug's Hard Life                   | 11/02      |
| 瘋狂的拉丁女友           | Crazy Latina Girlfriend             | 11/10      |
| 訓練成為一名拉丁女孩     | Training To Be A Latina             | 11/17      |
| 超級瑪利歐奔跑           | Super Mario Run                     | 11/24      |
| 在一場測驗中作弊         | Cheating On A Test                  | 12/01      |
| 與媽媽見面               | Meet The Mom                        | 12/08      |
| 幸福的聖誕節             | Feliz Navidad                       | 12/15      |
| 拉丁小姐                 | Miss Latina                         | 12/22      |
| 2017年作品               |                                     |            |
| 牙齒仙子                 | Tooth Fairy                         | 01/01      |
| 面試戰爭                 | Audition War                        | 01/05      |
| 史酷比回來了             | Scooby-Doo Is Back                  | 01/12      |
| 死亡占卜的祖咒           | Ouija Board Curse                   | 01/20      |
| 貓女之未說出的故事       | Catwoman's Untold Story             | 01/26      |
| 高中聚會                 | High School Reunion                 | 02/02      |